# HUSTLE
HUSTLE (ハッスル Hassuru?) fue una empresa de lucha libre profesional japonesa fundada por Nobuhiko Takada en 2004 con el respaldo de Dream Stage Entertainment y Pro Wrestling ZERO1.
Durante su período como parte de DSE, HUSTLE llegó a ser una de las empresas de lucha libre más grandes de Japón, manteniendo estrechas relaciones con All Japan Pro Wrestling, ZERO1 y otras empresas. Así mismo, HUSTLE fue conocida por su innovador y creativo estilo de entretenimiento, caracterizado por un énfasis en la ficción y denominado "Fighting Opera". A diferencia de otras promociones de puroresu, los luchadores de HUSTLE eran comúnmente conocidos como "Hustlers".

## Historia
En 2004, Nobuyuki Sakakibara y Noboru Yamaguchi, directivos de la empresa Dream Stage Entertainment, promovieron la creación de una promoción de lucha libre profesional de nuevo concepto. Antes de ello, DSE ya había producido junto con Fighting and Entertainment Group y All Japan Pro Wrestling un evento de lucha libre, WRESTLE-1, el cual había tenido como tema enfrentar a luchadores de shoot wrestling y artes marciales mixtas (MMA) contra luchadores profesionales bien conocidos, pero que no había prosperado y había dejado una porción sin usar del contrato de Bill Goldberg y otros luchadores. Otro directivo de DSE, Nobuhiko Takada, quien había promovido activamente las MMA con la empresa PRIDE Fighting Championships, tomó una nueva dirección en sus ideas, y declaró que esta vez usaría nuevas formas de entretenimiento deportivo.
El concepto original de este nuevo estilo sería similar al de WRESTLE-1: presentar enfrentamientos que ninguna de las grandes promociones de lucha de Japón podría, usando una mezcla de las mayores estrellas del país, luchadores de MMA de fama mundial e incluso luchadores de México, todo ello en grandes y fastuosos eventos capaces de competir con los de New Japan Pro Wrestling (NJPW), la mayor empresa de lucha de Japón; pero, a diferencia de su antecesora, HUSTLE usaría un trasfondo escénico totalmente nuevo y casi desconocido en el país. Para ello, Takada consiguió la cooperación de Yoshiyuki Nakamura de First on Stage, compañía madre de Pro Wrestling ZERO1, así como de Michinoku Pro Wrestling y algunas otras compañías menores.

### Fundación
El 4 de diciembre de 2003 se llevó a cabo una ficticia conferencia de prensa dirigida por Sakakibara y Takada, junto con Naoya Ogawa, Shinya Hashimoto y varios otros, para discutir el lanzamiento de un evento llamado HUSTLE-1. Durante la conferencia Sakakibara, quien formaba parte también de la promoción de MMA PRIDE en aquella época, criticó duramente el mundo de la lucha libre profesional y lo culpó por dañar la imagen de las artes marciales mixtas, mucho más importantes. Pero Ogawa, tras oír el discurso, volteó la mesa de una patada y se encaró con él, defendiendo el mundo de la lucha libre profesional. Doce días más tarde, en otra conferencia, Nobuhiko Takada se presentó para apoyar a Sakakibara y acusó a la lucha libre de haber causado el cierre su antigua empresa UWF solo porque ésta era mucho más creíble y cercana a las MMA, enfrentándose con Hashimoto y Ogawa. Por ello, Takada declaró que durante el primer programa de HUSTLE, el 4 de enero de 2004, varios luchadores de MMA y shoot wrestling elegidos por él se enfrentarían a luchadores profesionales del lado de Ogawa para demostrarles su superioridad, teniendo como evento principal de la noche un combate entre Ogawa y Bill Goldberg. Ogawa consiguió el apoyo de varios miembros de Pro Wrestling ZERO1 y otras empresas para oponerse a una legión de practicantes de MMA convocada por Takada.
El evento HUSTLE-1, celebrado el 4 de enero de 2004 en el Saitama Super Arena, consiguió una notable cantidad de audiencia. En él se realizaron múltiples luchas entre ambos bandos, todas ellas con ambientación de artes marciales profesionales, para dar a entender la afinidad de Takada con las MMA. Durante el combate final de la noche entre Goldberg y Ogawa, Giant Silva intervino y produjo la derrota de Naoya; tras ello, Naoya atacó a Takada, siendo contenido por el personal del evento, y produciendo una amplia reyerta. HUSTLE-1 consiguió una audiencia inusual y atrajo una enorme atención debido a que la extraña situación del final confundió a los fanes, ya que tales escenas no eran habituales en la lucha libre japonesa.
Llegado este momento, Takada y los directivos decidieron que, si tenían que utilizar un nuevo estilo de ficción, lo llevarían al extremo. En el siguiente programa, HUSTLE-2, Takada se presentó ataviado como un dictador estereotipado, proclamándose "Generalissimo Takada", y anunció que tenía como objetivo destruir la lucha libre profesional, usando para ello un grupo heel de esbirros llamado Team Takada o Takada Monster Arm que estaba principalmente formado por luchadores de MMA. La meta del Generalissimo estaba basada en la vieja cruzada de Nobuhiko por demostrar la superioridad del estilo realista sobre el tradicional, que había producido el famoso enfrentamiento entre su empresa UWF-i y la tradicional NJPW. Ogawa, por su parte, formó un grupo de luchadores faces famosos en todo Japón, llamado HUSTLE Army, para oponerse a ellos y proteger la lucha libre. Entre ellos se hallaban personajes como Shinya Hashimoto, Toshiaki Kawada e incluso Riki Choshu, que era considerado enemigo de Takada incluso en la vida real por su afiliación a NJPW durante su competencia con la UWF-i.
Con el segundo evento quedó establecida la adopción de un innovador estilo llamado "Fighting Opera", en el que la promoción usaba una modalidad de entretenimiento basado más en historias que en el trabajo de ring, dando prioridad a largas storylines con abundancia de melodramas, fantasiosos efectos especiales y reminiscencias al anime. Todos los luchadores de la empresa, al igual que Takada, interpretarían gimmicks coloristas de extravagante estilo tokusatsu, así como personalidades que parodiaban la fama conseguida a lo largo de sus anteriores carreras.

### Auge
Con Ogawa, Hashimoto y Kawada como los principales defensores de la lucha libre profesional, el feudo con Takada discurrió a lo largo de los eventos. Profundizando en el estilo de ficción, el Monster Army desvelaba en cada evento una serie de extravagantes personajes, basados en elementos de la cultura popular y la mitología japonesa, así como del mismo puroresu. No menos estrambóticos eran varios de sus homólogos del HUSTLE Army, contándose entre ellos una división llamada HUSTLE Kamen Rangers que constituía una parodia a las series Super Sentai Series, interpretados por luchadores de lucha libre mexicana de Michinoku Pro.
En 2005, al enfrentamiento entre el HUSTLE Army y el Monster Army se sumó un conflicto entre Kawada y Hashimoto por la dirección del equipo, que llevó a un combate en el que el ganador sería elegido por votación de los fanes. Kawada acabó pasándose al lado de Takada, sin embargo, y ello dio lugar a nuevas rencillas. El mismo año, HUSTLE vio debutar al famoso humorista Razor Ramon Hard Gay, que se convirtió en una de sus principales estrellas. La llegada a HUSTLE de Hard Gay fue tan exitosa que la fama de HUSTLE subió considerablemente, y ocupó lugares en programas de televisión y revistas. De hecho, el rol del principal face fue pasando lentamente de Ogawa a Hard Gay, quien fue alabado por los críticos de lucha libre por conseguir tal éxito sin ser un auténtico luchador profesional.
Gracias a su éxito en los medios, varias celebridades de Japón se convirtieron en regulares de HUSTLE, contándose entre ellas modelos, actores, humoristas, deportisas y varios más. Llegado a este punto, HUSTLE había conseguido una notoriedad que nunca había sido alcanzada por las demás grandes empresas de lucha libre de Japón.

### Fin de DSE
A comienzos de 2007, problemas jurídicos ocasionaron que Dream Stage Entertainment tuviera que vender las empresas PRIDE y HUSTLE, cerrando poco después. Sin embargo, Takada, Yamaguchi y otros exdirectivos de DSE adquirieron HUSTLE comprándola con su nueva empresa madre HUSTLE Entertainment. Dentro del argumento de la historia, Generalissimo Takada constató que había comprado HUSTLE a DSE por un millón de "Monster Dollars" y desbandó oficialmente el HUSTLE Army, haciendo enfrentarse a unos exmiembros con otros y ganándose la lealtad de algunos de ellos. Ogawa mismo, que había sido "sobornado" por Takada, se uniría a él, por poco tiempo, ya que abandonó la empresa poco después (este giro había sido creado para justificar la ida de Ogawa de HUSTLE a Inoki Genome Federation). En una de tales luchas, Wataru Sakata se negó a trabajar con Takada después de perder ante Shinjiro Otani, y abandonó HUSTLE en lo que parecía una salida real, pero volvió en poco tiempo para formar el nuevo HUSTLE Army. Tras ello, los roles de los luchadores de HUSTLE fueron remodelados, y una nueva serie de storylines fueron usadas. En 2008, HUSTLE comenzó a producir extensamente house shows.
En julio de 2009, en el evento HUSTLE Aid, después de que Magnum TOKYO derrotase finalmente a The Esperanza, Takada apareció y declaró que su objetivo desde el principio había sido hacer un cambio radical en la lucha libre, y que sentía que ya había cumplido esta meta. Por ello, nombró a TOKYO su sucesor en la dirección de la empresa y anunció su retiro, sorprendiendo a los presentes al estrechar la mano de todos los miembros del HUSTLE Army. Sin embargo, un nuevo enemigo llamado King RIKI irrumpió y declaró buscar la destrucción de HUSTLE, y tras un breve duelo (kayfabe) asesinó a Takada. Fuera de la ficción, este argumento fue ideado para facilitar la salida de Takada de la empresa, dejando la dirección a Noburo Yamaguchi.

### Cierre
Con la salida de Takada, la dirección comenzó a cambiar, y en agosto, Yamaguchi anunció que HUSTLE entraría en una nueva era de lucha libre profesional seria y alejada de su anterior estilo.
Sin embargo, el abandono de la "Fighting Opera" produjo una caída en la audiencia de la promoción, acentuada por la ausencia de Takada, y el 28 de octubre se anunció la crisis económica por la que atravesaba la compañía. Durante el evento HUSTLE Jihad 2009, en el que King RIKI finalmente derrotó a los antiguos luchadores del HUSTLE Army, la audiencia fue mínima; a causa de ello, este fue el último evento de HUSTLE. El 23 de diciembre de 2009, HUSTLE Entertainment cerró.

### Resurgimiento parcial
Al inicio de 2010, Yuji Shimada y Masakazu Sakai anunciaron la formación de una nueva promoción llamada SMASH para sustituir a HUSTLE. En esta nueva promoción comenzó a usarse una combinación puroresu y artes marciales mixtas. SMASH tuvo su primer show el 26 de marzo de 2010.
En enero de 2010, Wataru Sakata anunció el retorno de HUSTLE, y el 20 de abril de 2010, la empresa reabrió sus puertas bajo el nombre de HUSTLE Man's World, volviendo a celebrar programas mensuales con el concepto original escénico de la promoción. Poco después, sin embargo, la empresa volvió a la inactividad.

## Personajes

### HUSTLE Army

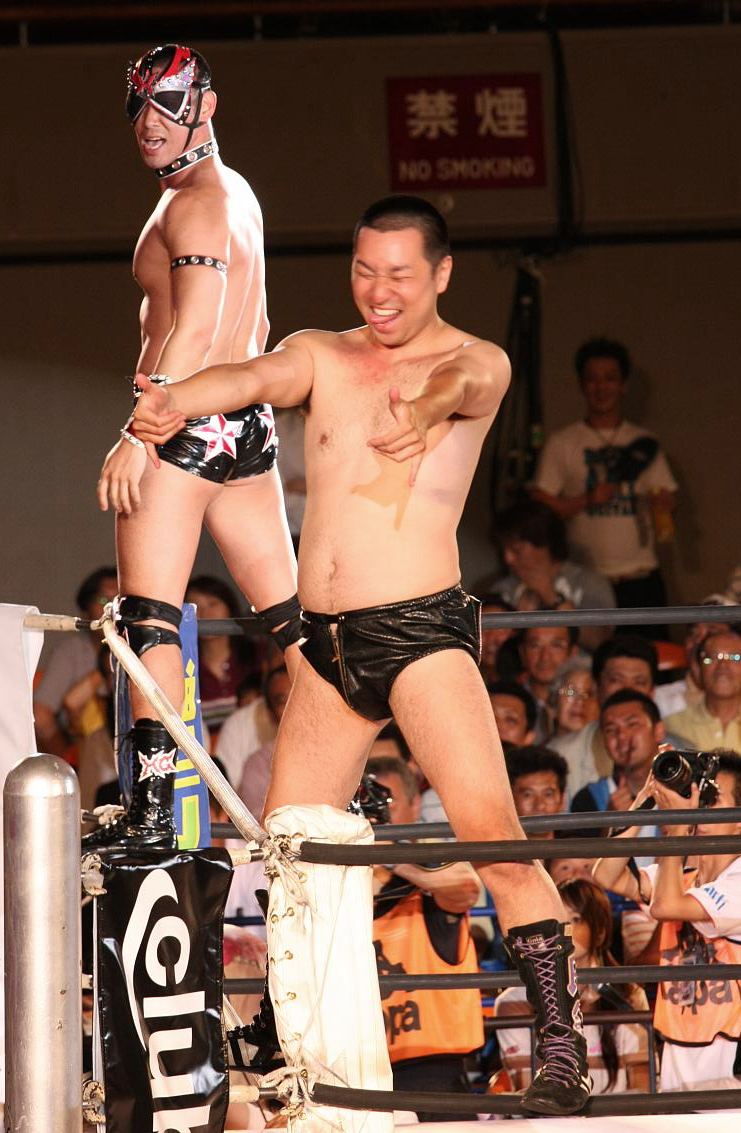
HG (izquierda) y RG (derecha).

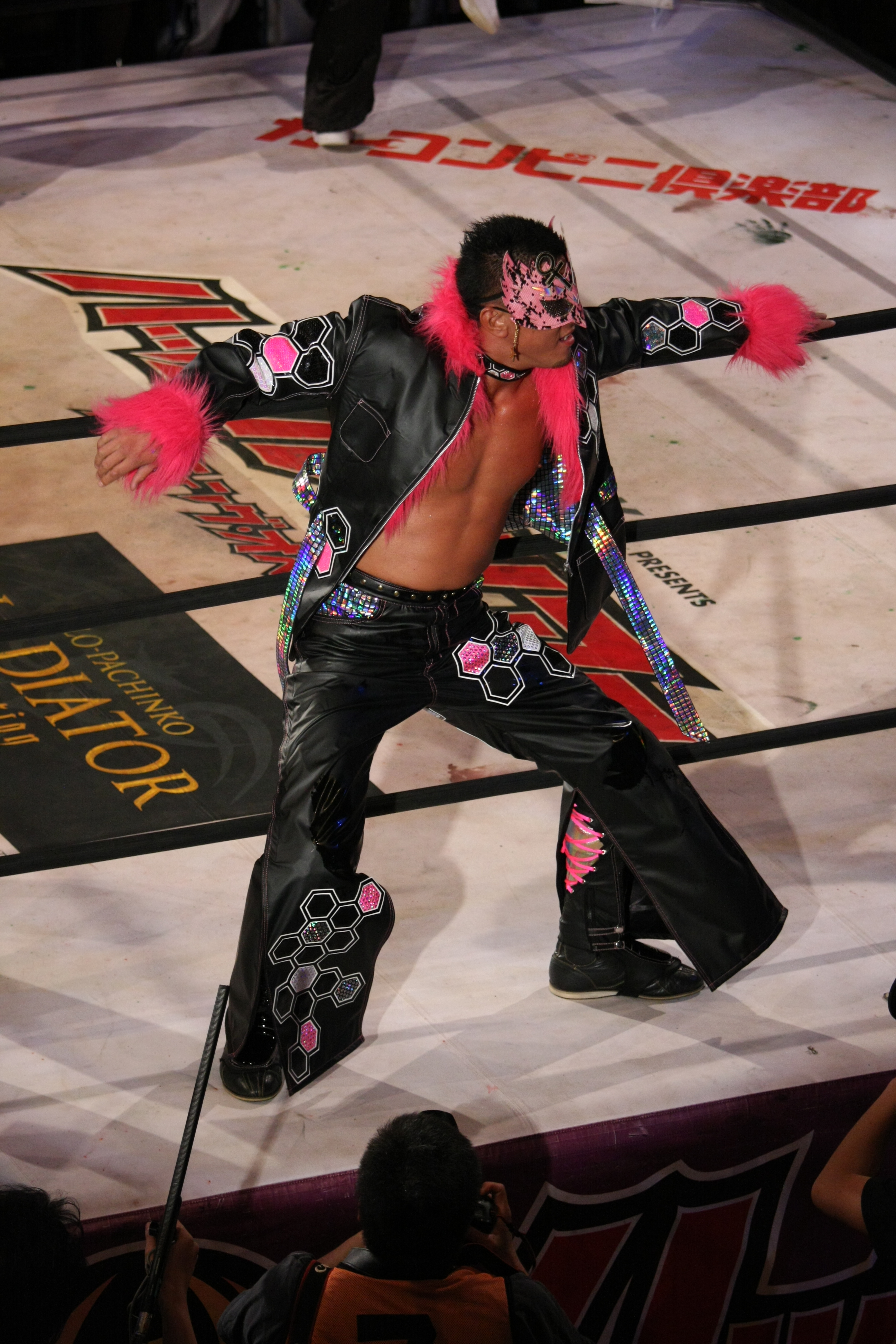
Magnum TOKYO.

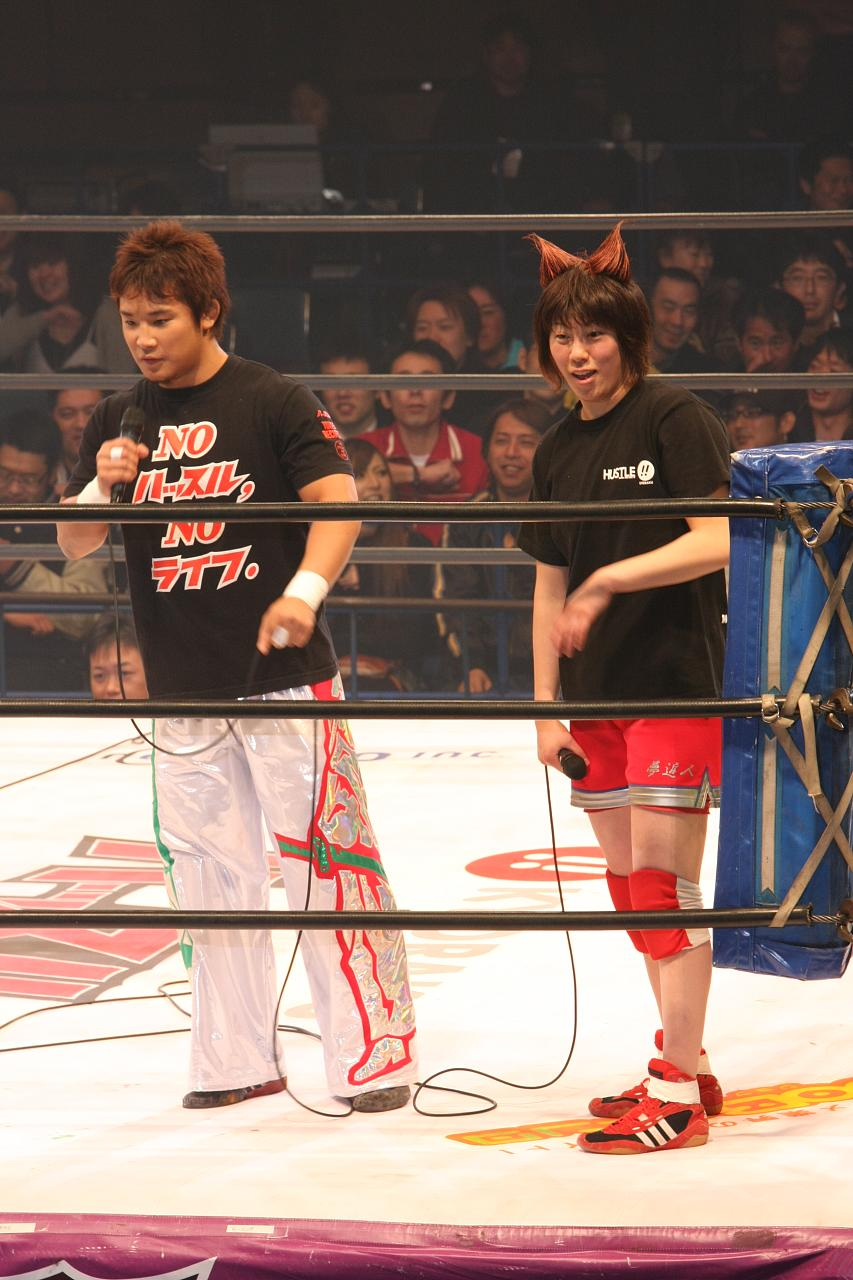
KUSHIDA (izquierda) y Chie (derecha).

Un grupo de valientes luchadores dispuestos a defender HUSTLE del Monster Army.
- A-chan: aprendiz sumo de Bono-chan. A-chan es un talentoso luchador con personalidad seria y educada, todo lo contrario que Bono.[10]
- Real Gay (RG): amigo y secuaz de Hard Gay, RG hace frecuentemente equipo con él para combatir al Monster Army, ayudándole dentro y fuera del ring. RG es un luchador bastante poco eficaz que suele ser derrotado rápidamente, pero sabe imponerse sobre sus rivales cuando la ocasión lo requiere.[11]
- Alan Kuroki: un misterioso detective contratado por RG y KG para averiguar el paradero de HG durante su desaparición. Se cuenta de él que aterrorizó a las mafias de Hong Kong durante sus largos años de carrera, y que conoce bien los bajos fondos de México. Es normalmente es visto en las cafeterías de HUSTLE o investigando entre bambalinas.[12]
- Antoki Inoki: un luchador famoso por su habilidad para el disfraz. Su nombre es una parodia de Antonio Inoki.[13]
- Taishi Ishikari: la versión femenina de Taichi Ishikari. Taichi fue obligado a travestirse por Erica & Margaret para luchar con ellas.[14]
- Taichi Ishikari: el aprendiz de Toshiaki Kawada. Un luchador irreverente y problemático en backstage.[15]
- Warren Cromartie: un jugador de béisbol estadounidense, reclutado por el HUSTLE Army en HUSTLE Aid 2007.[16]
- Hard Gay (HG): un entusiasta luchador homosexual que forma parte de las principales estrellas del HUSTLE Army. HG utiliza su agilidad y carisma para vencer a los esbirros del Monster Army, sin importar lo superiores que puedan parecer.[17]
- Erica: una refinada luchadora, siempre vestida de colores brillantes. Es altamente talentosa para las luchas en equipo con su amiga Margaret.[18]
- "HUSTLE Achichi" Shinjiro Otani: el refinado vicecapitán del HUSTLE Army. A veces (especialmente cuando es comparado con Egashira 2:50) pierde su temperamento y se convierte en un luchador brutal.[19]
- "Captain HUSTLE" Naoya Ogawa: el líder y fundador del HUSTLE Army, un personaje ascético y entregado a su causa. Ogawa es ampliamente conocido en Japón por su carrera en las artes marciales, y es el principal objetivo a eliminar por Takada.[20]
- Kaz Hayashi: un experimentado de AJPW, conocido por su éxito con el público femenino.[21]
- Kintaro Kanemura: experto en hardcore, Kanemura es capaz de utilizar cualquier objeto como arma. También destaca por su cómica lascivia hacia las mujeres de HUSTLE.[22]
- "HUSTLE K" Toshiaki Kawada: taciturno y solitario, Kawada es uno de los miembros más experimentados del HUSTLE Army.[23]
- Captain O: un enmascarado muy similar a Mr. America. Fue presentado como un luchador tan fuerte como Hulk Hogan.[24]
- Kung Fu HUSTLE Kamen: un luchador de kung fu enmascarado basado en la película Kung Fu Hustle. En realidad se trata de The Great Sasuke después de ser mágicamente transformado por Stephen Chow.[25]
- 2 Gun Kihara: el entregado ayudante de Nakamura. También actúa de comentarista.[26]
- KUSHIDA: aprendiz de TAJIRI, y uno de los más prometedores del HUSTLE Army.[27]
- Tetsuhiro Kuroda: otro luchador hardcore, que comúnmente usa una bicicleta en sus luchas.[28]
- Karate Girl (KG): una chica karateca amiga de HG y RG, que trabaja a tiempo parcial como la camarera de la cafetería preferida del dúo.[29]
- Kevin Randleman: uno de los pocos practicante de artes marciales mixtas aliados con el HUSTLE Army.[30]
- Shiro Koshinaka: un sabio luchador de gran experiencia, mentor de varios de sus colegas del HUSTLE Army y viejo amigo de Nobuhiko Takada. A pesar de su avanzada edad, sigue luchando en primera línea.[31]
- Satoshi Kojima: el principal integrante de AJPW, y uno de los mayores del HUSTLE Army.[32]
- Ryoji Sai: un luchador de ZERO1 bajo el mando de Otani. En su primera aparición, formó un dueto con Kawada.[33]
- Wataru Sakata: un sacrificado miembro de HUSTLE Army. Después de la desaparición de su grupo en 2007, Sakata se convirtió en el impulsor de la siguiente generación del HUSTLE Army.[34]
- Sunshine Kid: el ángel de la guarda del edificio Sunshine Sakae de Nagoya. Se dice que proviene de Aichi.[35]
- The Great Sasuke: el líder de Michinoku Pro Wrestling, y un importante aliado de Ogawa. Sasuke es un temerario enmascarado mundialmente famoso por sus movimientos y técnicas suicidas, que frecuentemente desafían toda sensatez.[36]
- Judo O: después de que Captain O fuera secuestrado por el Monster Army, escapó y reveló su auténtica personalidad, Judo O, que destaca por sus grandes habilidades de judo.[37]
- Jimmy Yang: veterano de WWF y AJPW.[38]
- Zebra Man: un personaje de Tiger Mask convertido en miembro del HUSTLE Army.[39]
- Soka Senbei Kamen: la mascota de una marca de galletas de Japón llamada Soka Senbei, destacado por su estilo clásico de lucha.[40]
- Tatsuhito Takaiwa: otro miembro de ZERO1.[41]
- TAJIRI: un luchador de gran habilidad y resistencia, pero algo cobarde. Después de la salida de Ogawa heredó el liderazgo del HUSTLE Army hasta la llegada de Magnum TOKYO.[42]
- Masato Tanaka: veterano en Japón y Estados Unidos, Tanaka es un luchador forjado en la antigua ECW que utiliza una guitarra como arma.[43]
- Riki Choshu: una de las mayores leyendas de Japón, y un viejo enemigo de Takada.[44]
- "HUSTLE General" Genichiro Tenryu: otra leyenda de Japón, que actúa de consejero del HUSTLE Army. Su avanzada edad no le permite ser demasiado hábil en el ring, pero su experiencia le permite salir victorioso de los avatares de HUSTLE.[45]
- Madame Devil: tía de Erica. Su personaje es una parodia de Dewi Sukarno.[46]
- Dokkoi Namiguchi: aprendiz de Hashimoto.[47]
- Yoshiyuki "Kantoku" Nakamura: jefe de personal del HUSTLE Army, siempre vestido con un traje de béisbol.[48]
- Hiroshi Nagao: antiguo miembro del Monster Army, del que fue expulsado.[49]
- Newling: hija de Yinling, y antigua integrante del Monster Army. Fue abatida por The Esperanza.[50]
- Akeomi Nitta: un famoso practicante de kickboxing.[51]
- HUSTLE RIKISHI: un enorme bailarín samoano, famoso por su carrera en WWF.[52]
- HUSTLE Titus: un gigantesco estadounidense aliado del HUSTLE Army.
- HUSTLE Kamen Yellow: el miembro amarillo de los HUSTLE Kamen Rangers, el más corpulento y pesado de su equipo y uno de los más populares hacia el público.[53]
- HUSTLE Kamen Orange: un miembro ocasional de los HUSTLE Kamen Rangers, de gran agilidad.[54]
- HUSTLE Kamen Gold: el gemelo de HUSTLE Kamen Silver y el integrante dorado de los HUSTLE Kamen.[55]
- HUSTLE Kamen Silver: gemelo de Gold, vestido de plateado.[56]
- HUSTLE Kamen Green: el miembro verde del grupo. Destaca por su ostentoso pelo rubio.[57]
- HUSTLE Kamen Pink: el único integrante femenino del grupo. Normalmente actúa como valet, aunque ha luchado en alguna ocasión.[58]
- HUSTLE Kamen Blue: el miembro azul de HUSTLE Kamen Rangers.[59]
- HUSTLE Kamen Red: uniformado de rojo, es el líder de HUSTLE Kamen Rangers, dotado de una agilidad sin igual.[60]
- HUSTLE Koumon: la mascota del festival deportivo de la tercera edad Nenrinpikku o Health and Welfare Festival for the Elderly.[61]
- "HUSTLE King" Shinya Hashimoto: gran amigo de Ogawa, y su mano derecha en la dirección del HUSTLE Army. Fallecido en 2005, Hashimoto ha sido uno de los luchadores más influyentes de HUSTLE.[62]
- \(^o^)/ Chie: aprendiz de TAJIRI junto con KUSHIDA.[63]
- "HUSTLE Nadeshiko" Hikaru: una luchadora reclutada por Nakamura.[64]
- Hi69: un miembro de Kaientai Dojo invitado a HUSTLE.[65]
- Dan Tamashii Fujii: una versión enmascarada de Fujii.[66]
- Katsuhisa "Shamoji" Fujii: un ex practicante de artes marciales mixtas. Fujii es famoso por su diving elbow drop, el cual jamás da en el blanco, pero del que se dice que resulta letal.[67]
- Rikiya Fudo: un miembro de DDT, ZERO1 y otras empresas.[68]
- Juventud Guerrera: famoso luchador mexicano, Guerrera es uno de los representantes de México en HUSTLE.[69]
- Bono-kun: el gigantesco hijo de The Great Muta y Yinling, elegido miembro del HUSTLE Army tras la desaparición de su padre ante The Esperanza. Conocido por su frase "Yes, We HUSTLE".[70]
- Margaret: la compañera de Erica, similar a ella. A pesar de su aspecto inocente, una gran furia la posee cuando es atacada.[71]
- Magnum TOKYO: la verdadera identidad de Alan Kuroki, uno de los tres antiguos ases de Toryumon. Magnum TOKYO capitanea el HUSTLE Army junto con Bono-kun poco después de su aparición.[72]
- Kazuya Yuasa: una joven promesa del HUSTLE Army, el cual llegó a HUSTLE irrumpiendo en una conferencia de prensa del Monster Army.[73]
- Hirotaka Yokoi: otro artista marcial.[74]
- Liosazer: proveniente de la serie Chousei Kantai Sazer-X, Liosazer es un poderoso aliado de los HUSTLE Kamen Rangers. Apareció en HUSTLE para rescatar a su compañero Riser Guren, el cual había sido abducido por el Monster Army.[75]
- Leonardo Spanky: un atractivo luchador estadounidense que resalta por su parecido con Leonardo DiCaprio.[76]

### Monster Army

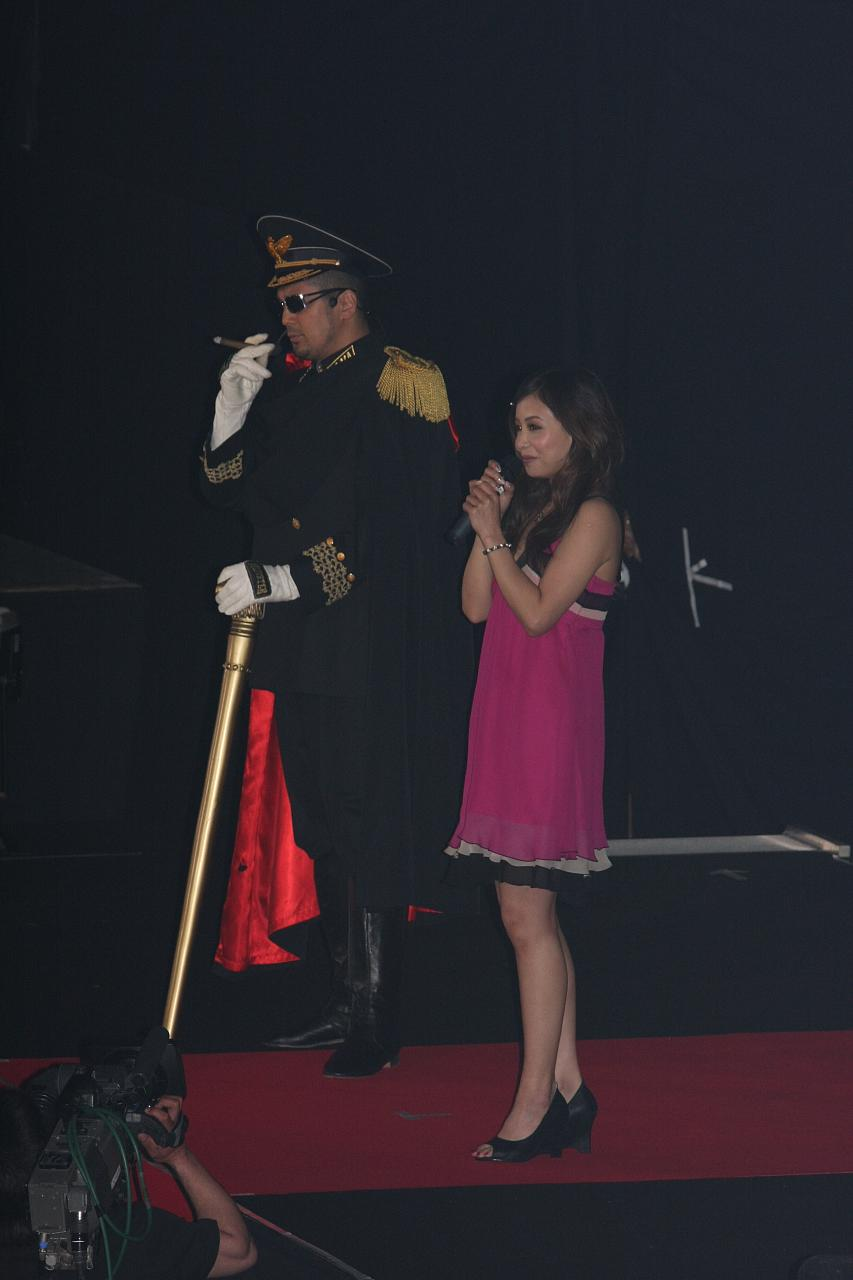
Generalissimo Takada, líder del grupo.

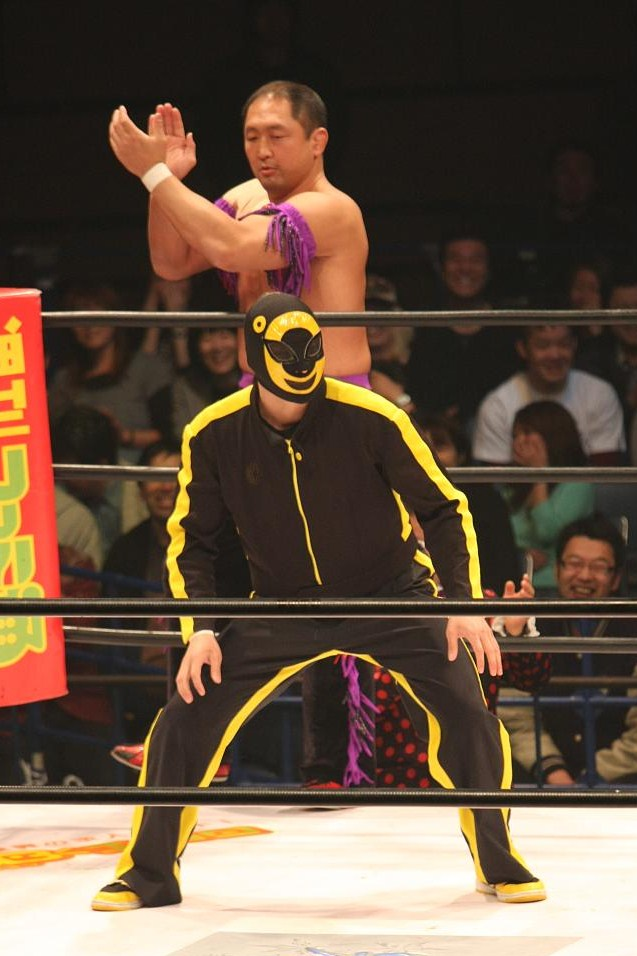
Monster C (delante) y Otani (detrás).

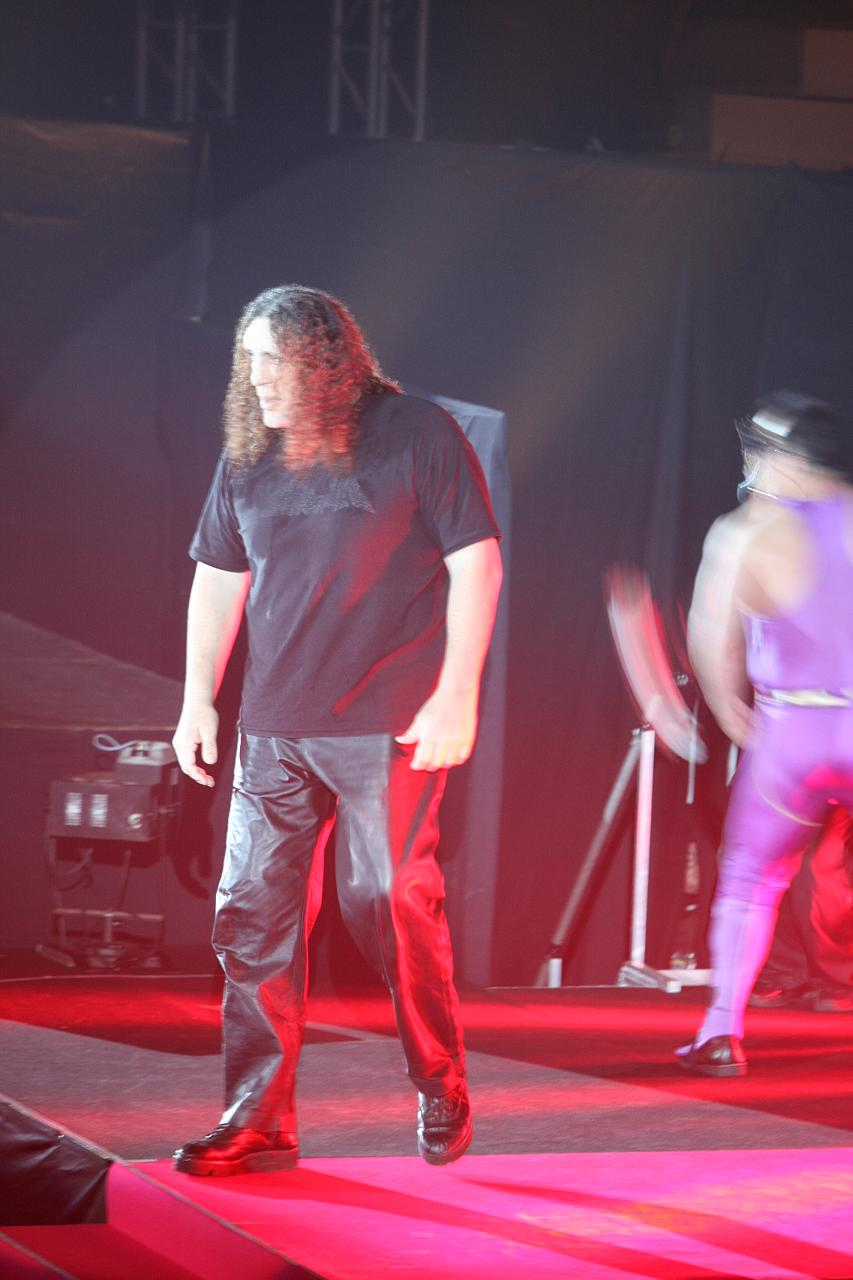
Giant Silva, uno de los sicarios de Takada.

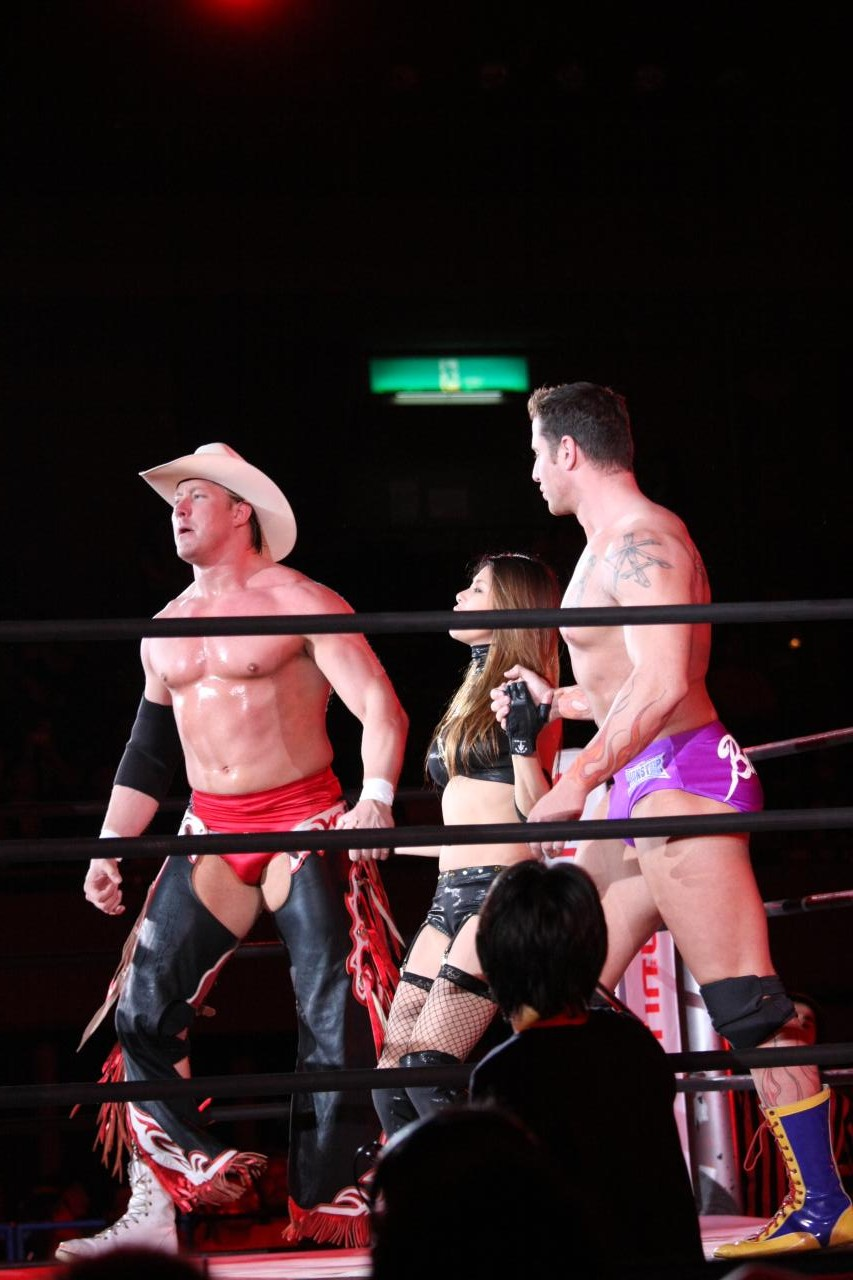
Lance Cade y Rene Bonaparte, con Francoise al medio.

Un masivo stable de luchadores leales a Takada, cuyo objetivo es destruir la lucha libre profesional.
- A Tona Khai: un reno luchador aliado de Satan the Santa que usa sus cuernos como arma.[77]
- Ao Onigumo: un luchador arácnido capaz de arrojar telarañas para inmovilizar a sus enemigos.[78]
- Ao Ringo: un luchador vegetal con aspecto de manzana.[79]
- Aka Onigumo: otro luchador araña, aliado de Ao Onigumo.[80]
- Aka Fukugumo: una extraña versión del anterior, asimilada con una planta.[81]
- Akamamushi Sandayu: un lagarto rojo y púrpura que lucha con gran ferocidad.[82]
- Aka Ringo: el compañero de Ao Ringo, similar a él.[83]
- "Fire Monster" ACHICHI: después de perder un combate en HUSTLE-22, Shinjiro Otani fue hipnotizado por Takada y obligado a unirse al Monster Army, convirtiéndose en un monstruo con el poder de manipular el fuego. Más tarde volvió a s antigua personalidad, pero continuó entre las fuerzas de Takada.[84]
- Amazing Red: es un famoso luchador estadounidense, reclutado por el Monster Army.[85]
- Arisin Z: la primera integrante del Team Amazoness, una luchadora de gran habilidad.[86]
- Arimakinen: un luchador equino, inicialmente un purasangre que fue robado del hipódromo de Nakagyo. No tiene mucha concentranción, y es fácil de distraer con el método de lanzar una zanahoria a las gradas para que vaya a por ella.[87]
- Arma: componente de Armageddon, el tag team definitivo de Takada después de convertir a Lance Cade & Rene Bonaparte en cyborgs. Esta nueva versión de Cade es capaz de asestar poderosas patadas.[88]
- Commander An Jo: es el jefe de personal del Monster Army, íntimo amigo de Takada. An Jo es un excéntrico personaje que viste antifaces ornamentados, y cuyas tareas incluyen reclutar a extravagantes luchadores mercenarios de cada lugar donde se celebre un evento de HUSTLE, así como entrenar a luchadores jóvenes.[89]
- Anjonosuke: el misterioso mánager de Tiger Jeet Singh, siempre armado con un shinai.[90]
- Inago Rider: un luchador insectoide con semejanzas a una langosta, que según An Jo devoró toda la cosecha de arroz de Niigata. Su nombre es una parodia de Kamen Rider.[91]
- Yinling: una despiadada femme fatale dirigente del Team Amazoness, la división femenina del Monster Army. Yinling posee misteriosos poderes, al igual que el general Takada.[92]
- Ute Waner: la gélida aunque seductora secretaria de Takada.[93]
- Una-ju: un monstruo con forma de pez, cuya piel resbaladiza le hace difícil de someter.[94]
- Esperanza the Great: la segunda versión de Esperanza, dotada de todavía más poder. Su objetivo fue eliminar a The Great Muta y Bono-chan.[95]
- NJPW: un luchador proveniente de Nueva Jersey. Las siglas de su nombre significa "New Jersey Powerful Warrior" o "Nagoya Joe Powerful Warrior", y es una parodia de la New Japan Pro Wrestling.[96]
- El Hatena Uno: un enigmático personaje, que según An Jo guarda los misterios de la civilización azteca.[97]
- El Hatena Dos: compañero del anterior, custodio como él de los misterios aztecas.[98]
- Enji Onigumo: el tercero de los luchadores arácnidos.[99]
- "Fire Monster" Shinjiro Otani: Otani en su personalidad original.[100]
- Akira Okada: una idol al servicio del Monster Army.[101]
- "Monster Celeb" Naoya Ogawa: la versión malvada del líder del HUSTLE Army Naoya Ogawa, el cual fue mentalmente corrompido por Takada cuando este adquirió la empres en 2007. Ogawa es ahora un vanidoso millonario y amante de la fama, enfrentado con sus antiguos aliados.[102]
- Onigumo: el ancestro de Aka Onigumo, Ao Onigumo y Enji Onigumo.[103]
- O・YA・JI・GA・RI: un extraño personaje reclutado por el Monster Army en Shibuya, que en realidad no es otro que Commander An Jo bajo un hechizo de Takada que le da fuerza y ferocidad. Aunque sus habilidades de lucha son alabadas, su auténtica fuerza está aún por probar.[104]
- Khai Tona A: otro reno, hermano menor de A Tona Khai.[105]
- "Dr. Nakamatsu's Assasin" Kaizo Giant Silva: la nueva encarnación de Giant Silva después de haber sido remodelado por el dr. Nakamatsu como un arma secreta contra HG. Su debilidad se basa en que no tiene mente propia y es controlado a distancia por Nakamatsu.[106]
- Caiya: después de ser derrotada por Giant Silva & Giant Voba, Caiya se pasó al Monster Army al enfrentarse con Newling.[107]
- "Cowboy" Lance Cade: un luchador estadounidense de gran experiencia. Fallecido en 2010.[108]
- Jun Kasai: un luchador loco de hardcore.[109]
- KATAKARI: un cazador africano cuyo objetivo es acabar con Shinya Hashimoto.[110]
- KATAKARI 300%: compañero del anterior. Se trata de Commander An Jo bajo una imagen africana.[111]
- KATAKARI KING: otro integrante del equipo que, al igual que su presa Shinya Hashimoto, lleva un peinado afro.[112]
- KATAKARI MAX: el miembro más pesado del equipo KATAKARI.[113]
- Kamakiri Jack: un monstruo creado con el ADN de una mantis religiosa.[114]
- "Monster K" Toshiaki Kawada: la mano derecha de Takada, enfrentado con el HUSTLE Army después de su salida de él a causa de su riña con Ogawa. Como miembro del Monster Army, Kawada confesó su habilidad para cantar, y ofrece espectáculos al inicio de cada programa al lado de famosos cantantes de Japón.[115]
- Kantaro: miembro de YAMAHA Brothers, Kantaro es un luchador que viste un atuendo de motociclista.[116]
- Gama Daio: el gran rey de las ranas de Japón. Aunque no se sabe mucho de él, Gama Daio es un gigantesco luchador anfibio capaz de aplastar bajo su peso a sus oponente.[117]
- Kyou Itako: una itako capaz de invocar en su propio cuerpo las almas de legendarios luchadores fallecidos para utilizar sus habilidades. Entre éstas se cuentan las de Jumbo Tsuruta, Giant Baba, Bruiser Brody, Shinya Hashimoto (que le hizo volverse contra sus compañeros) y el todavía vivo Riki Choshu (que le obligó a bailar Para Para en mitad del ring).[118]
- Ki Onigumo: otro luchador araña, de cuerpo amarillo.[119]
- KIDATA Low: un compositor musical al servicio de Takada, que comanda a los Devil von Maestros. Es una parodia del compositor japonés Taro Kida, con el que ha aparecido en alguna ocasión.[120]
- Kiyoken: un monstruo creado por Takada en Yokohama.[121]
- King Adamo: un gran luchador samoano llegado desde UPW.[122]
- King Giraffe: un luchador insectoide.[123]
- Quick-Cook-Lee: se trata de un luchador cocinero, que utiliza sus instrumentos de cocina para atacar a sus oponentes. Su nombre es una parodia de Kwik-Kick-Lee.[124]
- Kevin Nash: uno de los miembros más famosos de World Championship Wrestling.[125]
- Geddon: componente de Armageddon, el tag team definitivo de Takada después de convertir a Lance Cade & Rene Bonaparte en cyborgs.[126]
- Small Gama Daio: uno de los hijos de Gama Daio. Es un luchador rana, no tan corpulento como su padre, pero de cierta habilidad.[127]
- Yuji Shimada: el arrogante y sardónico jefe de personal del Monster Army. Después de sufrir la ira de Takada, fue degradado a recluta y ayudante de Commander An Jo, pero en 2008 fue ascendido a jefe de espías de las fuerzas del general.[128]
- Giant Silva: un gigantesco brasileño, el luchador de mayor estatura en pisar los cuadriláteros de Japón.[129]
- Generalissimo Takada: es el líder máximo del Monster Army, cuyo objetivo es destruir el puroresu y a todos los que lo defiendan. Tremendamente poderoso, Takada posee poderes sobrenaturales activados por la palabra "Bitan" que le permiten, entre otras cosas, controlar mentalmente a sus enemigos.[130]
- The Esperanza: un androide creado a imagen del Generalissimo Takada, con sus mismos poderes. Es considerado invencible.[131]
- Private Shoji: un luchador de artes marciales mixtas famoso por su dedicación en PRIDE, invitado a HUSTLE por Takada.
- Monster K': otro luchador del Monster Army.
- Monster C: uno de los luchadores más activos del Monster Army. Es un personaje enmascarado vestido de negro a rayas amarillas con predilección por la letra C, ya que la luce por todo su cuerpo y realiza gestos similares a la forma de la letra.
- Monster C: el Monster C de la siguiente generación, después del retiro del anterior. Su traje posee una combinación de colores inversa a la del anterior, es decir, amarillo con rayas negras.
- Monster J: un luchador de origen hindú, experto en movimientos aéreos.
- Monster Bono / Bono-chan: el gigantesco hijo de Yinling y Muta. De personalidad más bien infantil, fue manipulado por su madre hasta que se rebeló contra ello y salió del Monster Army, aliándose con sus amigos A-chan y Yoshie-chan, y más tarde con el HUSTLE Army.
- Monster HG: el alter ego de HG. Tras un combate, HG fue secuestrado por el Monster Army para que el Dr. Nakamatsu experimentase en él. Esto dio como resultado un poder en él llamado "Super HG" que acabó en última instancia por dominar su voluntad, ocasionando su adhesión al Monster Army. Esto, sin embargo, fue temporal, gracias a RG.
- Fake HG: uno de los experimentos derivados del secuestro de HG fue una versión más musculosa de él, un impostor llamado Nise HG.
- Abdullah the Butcher: es un enorme y brutal luchador hardcore famoso en Estados Unidos, aliado ocasionalmente con el Monster Army.
- Dr. Nakamatsu: un malvado científico aliado de Takada. Nakamatsu realiza extraños experimentos en luchadores para multitud de propósitos.
- Super Virus: un luchador mexicano de rostro pintado de blanco.
- Sodom & Gomora: dos enormes luchadores occidentales de gran fuerza con rasgos caninos.
- Kenzo Suzuki: un luchador de gran experiencia, aunque de pocas victorias.
- Riki Choshu: uno de los luchadores más veteranos de Japón.
- Wild Hacaiya: una luchadora afroamericana enemiga de Caiya.
- Chitsuru: una luchadora enmascarada que viste un ensangrentado y tétrico vestido victoriano. Mantiene un feudo con Chie.
- PTA Monster: es un luchador enmascarado con un disfraz de anciana japonesa, del mismo estilo del stable de la WWF Right to Censor. Su misión, al igual que la de RTC, es eliminar los elementos inmorales o sexuales de HUSTLE, como HG y sus compañeros.
- Russian 54: un luchador ruso.
- Miyakinen: compañero de Arimakinen.
- Dark Von Maestro #1 & Dark Von Maestro #2: un dúo de extraños luchadores que utilizan objetos de poder, como una gorra verde que concede superpoderes al que la lleva (sea del bando que sea) y similares. Normalmente pierden el control de los objetos que usan, y sus oponentes los emplean contra ellos.
- Neo Devil Pierroth #1 & Neo Devil Pierroth #2: dos pierroths diabólicos de gran habilidad.
- Flying Vampire #16 & Flying Vampire #25: unos acrobáticos luchadores vampiros que intentan morder a sus rivales. Sus puntos débiles, como en los vampiros clásicos, son los objetos cruciformes.
- Suppon: una tortuga verde humanoide que porta un desatascador de baño a modo de arma. Su punto débil es que, cuando cae de espaldas, le es imposible incorporarse sin ayuda.
- Satan the Santa: es un enorme esbirro presentado como la versión malvada de Santa Claus. Solo aparece en las ediciones del evento Christmas Special.
- Hawaian Express (LOCO & MOCO): un dúo de luchadores hawaianos de grandes pelucas.
- Sharp Brothers (Dina Sharp & Might Sharp): dos luchadores enmascarados vestidos de rojo y verde, clones de Larry Sharpe.
- Frog Lesnar: un luchador ataviado con un disfraz de rana azul con músculos de relleno. Su nombre es una parodia del luchador Brock Lesnar, y normalmente usa movimientos famosos de Brock, como el Verdict, aunque con poca eficacia.
- Choshu-ga: un personaje disfrazado de calamar que parodia a Riki Choshu, usando sus mismos movimientos.
- Tichoshu: otra parodia de Choshu, esta vez bajo la forma de un mosquito.
- Piranha Monster: es un personaje con mallas y capa verdes, con una máscara de piraña.
- Wolf Man: un luchador licántropo de vestimenta blanca y negra.
- Dokron Z: es una luchadora de aspecto demoníaco. A veces viste una capa negra con huesos pintados.
- Papa Dokron Z: el padre de Dokron Z, conocido en otros tiempos como el veterano luchador japonés Gran Hamada. Su experiencia es a la vez su debilidad, ya que su avanzada edad le hace fracasar al intentar las técnicas más básicas.
- Hakushi: un silencioso luchador sobrenatural enemigo de Great Sasuke.
- Tiger Jeet Singh: un veterano luchador hardcore de origen hindú.
- Tiger Jeet Singh, Jr.: el hijo del anterior.
- Scott Norton: un luchador occidental afincado en Japón, de gran fuerza y fiereza.
- Bob Sapp: es un feroz y brutal luchador con un pasado de artes marciales mixtas.
- Vader: un enorme luchador estadounidense, famoso por su carrera en Japón y por su sadismo en el ring.
- Dump Matsumoto: una enorme luchadora de gran poder.
- A-chan / The Golden Cup: un luchador de sumo amigo y discípulo de Bono-chan. Poco después de que Bono unirse ambos al HUSTLE Army, A-chan se sintió celoso de él y se unió al Monster Army, adoptando más tarde el nombre de Golden Cup, en parodia a Super Strong Machine.
- Ray Ohara: uno de los graduados más recientes de Toryumon, Ohara es un luchador de estilo mexicano de gran habilidad.
- Mark Coleman: un antiguo luchador de artes marciales mixtas contratado por Takada.
- Giant Vabo: bajo un gimmick de jugador de voleibol, Vabo es uno de los luchadores más activos del Monster Army. Suele usar un atuendo púrpura y dorado con un antifaz y con el nombre "Giant Voba" en la espalda.
- Francoise: la valet de Cade.
- Rene Bonaparte: un arrogante luchador estadounidense de origen francés, aliado de Cade.
- Monster Kamen Rangers: un grupo de luchadores enmascarados Super Sentai creado a imagen y semejanza de los HUSTLE Kamen Rangers con el objetivo de contrarrestarles. A diferencia de sus homólogos del HUSTLE Army, los Monster Kamen Rangers son físicamente muy similares entre sí, y ninguno suele destacar por algo en especial del resto. Actúan en grupo para combatir a los HUSTLE Kamen Rangers, pero suelen perder contra ellos.
  - Monster Kamen White: un miembro vestido de blanco.
  - Monster Kamen Purple: un luchador vestido de púrpura.
  - Monster Kamen Black: otro integrante, vestido de negro.
  - Monster Kamen Brown: un luchador de uniforme marrón.
  - Monster Kamen Ranger Yellow: el antiguo HUSTLE Kamen Yellow, después de que fuera secuestrado en HUSTLE 19 y sufriese un lavado de cerebro. En Hustlemania 2006 volvió con al HUSTLE Army de nuevo.

### Neutrales
- Yuko Aoki: una famosa modelo de Japón. Después de ser atacada por Hiroko Suzuki en las audiciones de HUSTLE, fue ayudada por Wataru Sakata, y se convirtió en su valet.[132]
- AKIRA: un veterano y teatral luchador de New Japan Pro Wrestling.[133]
- Ginga Iketani: un gimnasta olímpico japonés, famoso por su tremenda agilidad.[134]
- Taiji Ishimori: luchador proveniente de Toryumon.[135]
- Izumi Motoya: un actor de kabuki de renombre.[136]
- Kota Ibushi: luchador de Dramatic Dream Team, uno de los más prometedores en su plantilla.[137]
- Egashira 2:50: un famoso comediante japonés, amigo de Otani.[138]
- Hitomi Kaikawa: una modelo japonesa.[139]
- King RIKI: cantante y actor japonés, que intervino en HUSTLE Aid 2009 para acabar con Generalissimo Takada.[140]
- Agent Kei Sasahara: el primer GM de HUSTLE, que fue sustituido por Kusama. Poco después fue traído de vuelta por Kenzo Suzuki en una parodia del agente Smith de Matrix, pero fue destituido de nuevo por Hiroko.[141]
- Chizuru: la presentadora de HUSTLE. Fue secuestrada por el Monster Army, pero los HUSTLE Kamen Rangers la liberaron poco después.[142]

## Campeonatos
| Campeonato                         | Último campeón              | Obtenido el              | Notas               |
| ---------------------------------- | --------------------------- | ------------------------ | ------------------- |
| HUSTLE Hardcore Hero Championship  | Tadao Yasuda                | 10 de septiembre de 2005 | Inactivo desde 2009 |
| HUSTLE Super Tag Team Championship | Team 3D (Bubba Ray & Devon) | 9 de octubre de 2006     | Inactivo desde 2009 |